# Thanh xuân bản ngã
"Thanh xuân bản ngã" (Tiếng Trung: 青春本我, tiếng Anh: Forever Young At Heart), là phim truyền hình thanh xuân vườn trường được sản xuất bởi TVB. Giám chế là Bành Ấu Phương, tổng đạo diễn và biên thẩm là Lý Mẫn . Bộ phim này là một trong 4 bộ phim tại "TVB Sales Expo 2022", do IATS  tài trợ phát sóng. Phần lớn các diễn viên trong phim đến từ chương trình tìm kiếm tài năng "Thanh mộng truyền kỳ" mùa 1 và "Thịnh·Vũ giả". 
Phim này là bộ thứ tám TVB New Wings Limited ra mắt, nội dung chủ yếu nói về phiền não học sinh đối mặt với gia đình, tình cảm, tình bạn...cùng với bắt nạt, chán nản và phụ huynh quái vật, thu hút sự chú ý của cộng đồng đến sức khỏe tinh thần của thiếu niên . Biên đạo Mạch Thu Thành, thầy dạy nhảy Lý Tuấn Hoa, tổng giám âm nhạc Johnny Yim, phối âm Lương Bỉnh Nhân.
Chế tác đặc biệt "Thanh Xuân Bản Ngã khai giảng rồi!!" của phim này, vào ngày 4/12/2021 lúc 20:30 - 20:35 và ngày 5/12/2021 lúc 13:15 - 13:20, phát sóng trên TVB Jade.

## Diễn viên và vai diễn

### Học viện Bản Ngã
- Khánh thành năm 1966

#### Giáo viên
| Diễn viên       | Vai diễn         | Biệt danh/ Mối quan hệ |
| --------------- | ---------------- | --- |
| Vương Tổ Lam    | Chu Trí Thanh    | Hiệu trưởng Chu |
| Đặng Tử Phong   | Kha Giám         | Hiệu phó Kha Hiệu phó bộ trung học                                                                                             |
| Johnny Yim      | Trang Lực Hiền   | Hiệu phó Trang Hiệu phó bộ tiểu học Ra mắt ở tập 5                                                                             |
| Vương Hạo Nhi   | Uông Thiện Mỹ    | Miss Wong/ Cô Uông, Françoise Giáo viên tâm lý Cựu học sinh Học viên Bản Ngã Ra mắt ở tập 2 Được Diệp Khôn theo đuổi           |
| Ngô Nghiệp Khôn | Diệp Khôn        | Thầy Diệp, Juan Giáo viên Âm nhạc Gặp được Uông Thiện Mỹ trong buổi "Hẹn hò tốc độ", sau này sinh lòng yêu thích nên theo đuổi |
| Chu Mẫn Hãn     | Từ Tịch          | Thầy Từ Giáo viên Trung văn Được Trần Đình yêu thích và tỏ tình nhưng từ chối                                                  |
| Lâm Tử Siêu     | An Địch          | Thầy An Giáo viên Địa lý |
| Mạch Thu Thành  | Mạch Thu         | Thầy Mạch Giáo viên Thể dục |
| Trần Uyển Trừng | Văn Tịnh Nhàn    | Miss Man/ Cô Văn Giáo viên Anh văn                                                                                             |
| Ngô Nhược Hy    | Nghiêm Duyệt Lan | Miss Yim/ Cô Nghiêm Giáo viên Toán học Ra mắt ở tập 4                                                                          |

#### Học sinh
| Diễn viên       | Vai diễn         | Biệt danh/ Mối quan hệ |
| --------------- | ---------------- | --- |
| Viêm Minh Hy    | Hà Thiên Thiên   | Gigi Vai chính tập 3, 8 Học sinh trung học lớp 11, giỏi Lịch sử Tính cách hướng nội, thường đeo tai nghe Cha mẹ ly hôn, có mèo cưng là Chả Giò Bạn thân của Trần Đình và Diệp Mẫn Nhi, cùng bị Phùng Lạc Thi ghét, sau làm hòa |
| Diêu Trác Phi   | Trần Đình        | Chantel Vai chính tập 6 Học sinh trung học lớp 11, giỏi Địa lý, Lịch sử Tính cách ngại ngùng, sợ xã hội, thích đọc truyện tranh "Tâm hồn đồng điệu" Bạn thân của Hà Thiên Thiên và Diệp Mẫn Nhi, cùng bị Phùng Lạc Thi ghét, sau làm hòa Thích thầm thầy Từ Tịch, tỏ tình nhưng bị từ chối Được Mạch Lạc Khắc thích thầm, nhưng từ chối |
| Chung Nhu Mỹ    | Diệp Mẫn Nhi     | Yumi Vai chính tập 2 Học sinh trung học lớp 11 Bạn thân của Hà Thiên Thiên và Trần Đình Thân thiết với Chân Hiền Đăng, bị Phùng Lạc Thi đố kỵ, sau này làm hòa Thành viên nhóm nữ Forever Young! |
| Chiêm Thiên Văn | Nghê Vận Địch    | Windy Vai chính tập 5, 8, 9 Học sinh trung học lớp 11, giỏi Âm nhạc Em gái của Nghê Gia Địch, cha mẹ thiên vị anh trai nên sinh lòng đố kỵ, luôn mong muốn được cha mẹ xem trọng Bạn học mẫu giáo của Dương Ái Lâm Bạn học tiểu học của Diệp Mẫn Nhi                                                                                    |
| Văn Khải Đình   | Dương Ái Lâm     | Aeren Vai chính tập 8 Học sinh trung học lớp 11, giỏi Địa lý Bạn học mẫu giáo của Nghê Vận Địch Thành viên nhóm nữ Forever Young! |
| Phan Tĩnh Văn   | Trương Tuyết Văn | Sherman Vai chính tập 9 Học sinh trung học lớp 11, giỏi Địa lý Biết nhiều ngôn ngữ, thường dùng ngoại ngữ làm câu cửa miệng Bạn học tiểu học của Nghê Vận Địch Thành viên nhóm nữ Forever Young! Thích Nghê Gia Địch, sau này là bạn gái                                                                                                |
| Lâm Quân Liên   | Lý Hương Liên    | Chị Liên Học sinh trung học lớp 11, giỏi Địa lý Mê tín, thích xem bói, tin tưởng sức mạnh siêu nhiên, thường cầm theo quả cầu thủy tinh Oan gia của Cao Phú Lực Thành viên nhóm nữ Forever Young! |
| Lâm Chỉ Nghệ    | Phùng Lạc Thi    | Venus Vai chính tập 8 Học sinh trung học lớp 11, giỏi Địa lý Bạn gái cũ của Chân Hiền Đăng, vì cậu ấy thân thiết với Diệp Mẫn Nhi nên sinh lòng đố kỵ, cũng ghét Hà Thiên Thiên và Trần Đình vì họ thân với Diệp Mẫn Nhi |
| Thái Khải Dĩnh  | Lư Lệ Thắng      | Lolita Học sinh trung học lớp 11, giỏi Địa lý Bạn gái của Diệp Á Trì |
| Trương Trì Hào  | Nghê Gia Địch    | Aska Vai chính tập 5, 8, 9 Học sinh trung học lớp 12 Thành viên nhóm nam Hội Anh Em, bất hòa với đội bóng rổ Thích Trương Tuyết Văn, sau này là bạn trai |
| Tiển Tĩnh Phong | Diệp Á Trì       | Archie Vai chính tập 8 Học sinh trung học lớp 11 Thành viên nhóm nam Hội Anh Em, bất hòa với đội bóng rổ Bạn trai của Lư Lệ Thắng |
| Hà Tấn Lạc      | Mạch Lạc Khắc    | Rock Học sinh trung học lớp 11 Thành viên nhóm nam Hội Anh Em, bất hòa với đội bóng rổ Thích thầm Trần Đình, tỏ tình nhưng bị từ chối |
| Lưu Triển Đình  | Chân Hiền Đăng   | Eden Học sinh trung học lớp 11 Bạn trai cũ của Phùng Lạc Thi, thân thiết với Diệp Mẫn Nhi Thành viên nhóm nam Hội Anh Em, bất hòa với đội bóng rổ |
| Lý Thiệu Kiên   | Lê Thiếu Kiên    | Markii Học sinh trung học lớp 11 Thành viên nhóm nam Hội Anh Em, bất hòa với đội bóng rổ |
| Lâm Trí Lạc     | Cao Phú Lực      | Felix Vai chính tập 7 Học sinh trung học lớp 11 Con nhà giàu, đầu óc kinh doanh Bạn thân của Hồ Cơ, oan gia của Lý Hương Liên |
| Tôn Hán Lâm     | Hồ Cơ            | Gà Tây Vai chính tập 7 Học sinh trung học lớp 11 Học bá |
| Huỳnh Dịch Bân  | Hồ Hiểu Cương    | Hugo Vai chính tập 4 Học sinh trung học lớp 12 Nổi tiếng trên mạng, rất thích nhảy Mắc chứng ADHD |
| Trịnh Tuyển Hy  | Đới Hy           | Đại Cựu Thành viên đội bóng rổ, bất hòa với Hội Anh Em |
| Lâm Hạo Văn     | Trần Trí Cầu     | Sỏa Ba Thành viên đội bóng rổ, bất hòa với Hội Anh Em |
| Giản Gia Lân    | Chung Quốc Lân   | Kỳ Lân Thành viên đội bóng rổ, bất hòa với Hội Anh Em |
| Thái Tử Thông   |                  | Bạn học |
| Lâm Gia Lạc     |                  | Bạn học |
| Lưu Chỉ Linh    |                  | Bạn học |
| Tào Nhân Linh   |                  | Bạn học |
| Diệp Tiến Khang |                  | Bạn học |
| Hồ Mẫn Chi      |                  | Bạn học |
| Thang Chi Hân   |                  | Bạn học |
| Lê Thụy Nghiệp  |                  | Bạn học |
| Âu Tuấn Hiền    |                  | Bạn học |
| Tăng Văn Tâm    |                  | Bạn học |

### Diễn viên khác/ Diễn xuất đặc biệt
- Danh sách theo thứ tự xuất hiện

| Diễn viên         | Vai diễn              | Biệt danh/ Mối quan hệ                                                            |
| ----------------- | --------------------- | --------------------------------------------------------------------------------- |
| Khương Hạo Văn    |                       | Cha của Hà Thiên Thiên                                                            |
| Tiểu Long Nữ      | Chả Giò               | Mèo cưng của Hà Thiên Thiên                                                       |
| Dương Chứng Hoa   |                       | Cha mẹ của Nghê Gia Địch và Nghê Vận Địch, trọng nam khinh nữ (tập 1, 5, 8 - 9)   |
| Thẩm Khả Hân      |                       | Cha mẹ của Nghê Gia Địch và Nghê Vận Địch, trọng nam khinh nữ (tập 1, 5, 8 - 9)   |
| Lý Tuấn Hoa       | Ông Mã                | Môi giới nhà đất Cùng con gái Luna đi phỏng vấn tiểu học Học viện Bản Ngã (tập 8) |
| Huỳnh Mỹ Kỳ       | Hà Gia Hân            | Bạn thân của Uông Thiện Mỹ                                                        |
| Trần Vỹ           |                       | Mẹ của Hà Thiên Thiên                                                             |
| Lê Yến San        | Tạ Thúy Ty            | Vợ của Hồ Địch Mẹ của Hồ Hiểu Cương                                               |
| Lý Tuệ            | Saku                  | Nổi tiếng trên mạng Ngưỡng mộ Hồ Hiểu Cương (tập 4, 7)                            |
| Tô Lệ Minh        |                       | Mẹ của Hồ Cơ, chồng mất sớm Bán rau trong chợ (tập 7 - 8)                         |
| Tiền Gia Lạc      | Dương Tuấn Hiên       | Cha mẹ của Dương Ái Lâm, phụ huynh quái vật (tập 8)                               |
| Thang Doanh Doanh | Dương Trần Thiện Đình | Cha mẹ của Dương Ái Lâm, phụ huynh quái vật (tập 8)                               |
| Dương Ngọc Mai    |                       | Mẹ của Diệp Á Trì (tập 8)                                                         |
| C Quân            | Thầy Thi              | "Ông hoàng dạy thêm"                                                              |

## Danh sách các tập
| Tập | Ngày phát sóng | Tiêu đề                                   | Nhân vật chính | Ghi chú     |
| --- | -------------- | ----------------------------------------- | --- | ----------- |
| 01  | 5/12/2021      | Lễ khai giảng Dương Quang                 | Giáo viên và học sinh Học viện Bản Ngã                                                                                               | [ 8 ]       |
| 02  | 12/12//2021    | "Kẻ ngốc" bị bắt nạt                      | Diệp Mẫn Nhi (Yumi) | [ 8 ]       |
| 03  | 19/12/2021     | Không có mẹ nhưng vẫn yêu mẹ              | Hà Thiên Thiên (Gigi) | [ 8 ]       |
| 04  | 26/12/2021     | Hội anh em                                | Hồ Hiểu Cương (Hugo) | [ 8 ]       |
| 05  | 9/1/2022       | Head Boy Head Girl, đừng buồn nữa         | Nghê Vận Địch (Windy), Nghê Gia Địch (Aska)                                                                                          | [ 8 ]       |
| 06  | 16/1/2022      | Tâm hồn đồng điệu                         | Trần Đình (Chantel) | [ 8 ]       |
| 07  | 23/1/2022      | # Chụp xong thân liền                     | Cao Phú Lực (Felix), Hồ Cơ (Gà Tây)                                                                                                  | [ 8 ]       |
| 08  | 30/1/2022      | Thiếu nữ "phức tạp"                       | Phùng Lạc Thi (Venus), Hà Thiên Thiên (Gigi), Diệp Á Trì (Archie), Dương Ái Lâm (Aeren), Nghê Gia Địch (Aska), Nghê Vận Địch (Windy) | [ 9 ]       |
| 09  | 6/2/2022       | "Con đường vĩ đại" của ông hoàng dạy thêm | Nghê Gia Địch (Aska), Trương Tuyết Văn (Sherman), Nghê Vận Địch (Windy)                                                              | [ 10 ]      |
| 10  | 13/2/2022      | Lễ hội trường Thanh Xuân                  | Giáo viên và học sinh Học viện Bản Ngã                                                                                               | Đại kết cục |

## Nhạc phim
| #                              | Bài hát                                                                                      | Hát chính | Viết nhạc                                                      | Viết lời                                       | Biên khúc             | Giám chế              | Tập                           |
| Nhạc chủ đề, kết thúc          | Nhạc chủ đề, kết thúc                                                                        | Nhạc chủ đề, kết thúc | Nhạc chủ đề, kết thúc                                          | Nhạc chủ đề, kết thúc                          | Nhạc chủ đề, kết thúc | Nhạc chủ đề, kết thúc | Nhạc chủ đề, kết thúc         |
| ------------------------------ | -------------------------------------------------------------------------------------------- | --- | -------------------------------------------------------------- | ---------------------------------------------- | --------------------- | --------------------- | ----------------------------- |
|                                | 青春本我/ Thanh xuân bản ngã                                                                 | Hà Tấn Lạc, Tiển Tĩnh Phong | Andy Schaub                                                    | Andy Schaub, Lý Mẫn, Văn Khải Đình, Hà Tấn Lạc | Johnny Yim            | Johnny Yim            | Mỗi tập                       |
| Nhạc đệm sáng tác gốc (10 bài) |                                                                                              | |                                                                |                                                |                       |                       |                               |
| 1                              | 快啲快啲/ Nhanh lên nhanh lên                                                                | Văn Khải Đình, Tiển Tĩnh Phong, Trương Trì Hào, Lâm Trí Lạc, Huỳnh Dịch Bân, Lâm Quân Liên, Thái Khải Dĩnh, Hà Tấn Lạc, Phan Tĩnh Văn, Tôn Hán Lâm, Lâm Chỉ Nghệ, Chiêm Thiên Văn | Johnny Yim                                                     | Lý Mẫn, Bành Gia Duy                           | Johnny Yim            | Johnny Yim            | 1, 10                         |
| 2                              | 兄弟幫 (Basketball Battle Dance Version)/ Hội anh em (bản nhảy đấu bóng rổ)                  | Trương Trì Hào, Lưu Triển Đình | Lưu Triển Đình, Trương Trì Hào, Tiển Tĩnh Phong, Lâm Quân Liên | Trương Trì Hào                                 | Trương Trì Hào        | Trương Trì Hào        | 1                             |
| 3                              | 自我推介/ I Me Mine Myself/ Tự tôi đề cử                                                     | Chung Nhu Mỹ, Văn Khải Đình, Chiêm Thiên Văn, Lâm Quân Liên, Phan Tĩnh Văn | Johnny Yim                                                     | Lý Mẫn                                         | Johnny Yim            | 2, 10                 |                               |
| 4                              | 傻人/ Kẻ ngốc                                                                                | Chung Nhu Mỹ | Lâm Quân Liên                                                  | Lý Mẫn, Tiển Tĩnh Phong                        | Johnny Yim            | 2                     |                               |
| 5                              | 兄弟幫 (BroMance Dance Version)/ Hội anh em (bản nhảy tình anh em)                           | Trương Trì Hào, Tiển Tĩnh Phong, Hà Tấn Lạc, Lưu Triển Đình, Lý Thiện Kiên | Trương Trì Hào, Tiển Tĩnh Phong, Lâm Quân Liên                 | Trương Trì Hào, Bành Gia Duy                   | Johnny Yim            | 4                     |                               |
| 6                              | 別難過/ Đừng buồn nữa                                                                        | Văn Khải Đình, Trương Trì Hào | Trương Trì Hào                                                 | Trương Trì Hào                                 | Johnny Yim            | 5, 9                  |                               |
| 7                              | Had It All (bản tiếng Anh của Thanh xuân bản ngã)                                            | Andy Schaub | Andy Schaub                                                    | Andy Schaub                                    | Andy Schaub           | Andy Schaub           | 6 - 8                         |
| 8                              | 靈魂伴侶/ Tâm hồn đồng điệu                                                                  | Diêu Trác Phi | Lương Bỉnh Nhân                                                | Lý Mẫn, Hà Tấn Lạc                             | Johnny Yim            | 6                     |                               |
| 9                              | #即影即友/ #Chụp xong thân liền                                                              | Viêm Minh Hy, Diêu Trác Phi, Chung Nhu Mỹ | Bành Gia Duy                                                   | Bành Gia Duy                                   | Johnny Yim            | 7                     |                               |
| 10                             | 複雜/ Phức tạp                                                                               | Viêm Minh Hy | Trương Trì Hào, Lâm Quân Liên                                  | Trương Trì Hào                                 | Johnny Yim            | 8                     |                               |
| Nhạc đệm cover (10 bài)        |                                                                                              | |                                                                |                                                |                       |                       |                               |
| 1                              | Medley: 開學禮/ Lễ khai giảng, 陽光/ Ánh nắng                                                | Diễn viên chính cả phim | Ngô Quốc Ân,Fukuyama Masaharu                                  | Huỳnh Vỹ Văn, Lưu Trác Huy                     |                       |                       | 1                             |
| 2                              | 小故事/ Câu chuyện nhỏ                                                                       | Vuơng Hạo Nhi và diễn viên chính cả phim | Lâm Gia Khiêm                                                  | Trần Vịnh Khiêm                                |                       |                       | 3 (độc xướng), 10 (hợp xướng) |
| 3                              | 沒有你還是愛你/ Không có mẹ nhưng vẫn yêu mẹ                                                 | Viêm Minh Hy | Beverly Craven                                                 | Châu Lễ Mậu                                    |                       |                       | 3                             |
| 4                              | 無條件/ Không điều kiện                                                                      | Vương Hạo Nhi | Eric Kwok                                                      | Viên Lưỡng Bán                                 |                       |                       | 3                             |
| 5                              | 學海無涯 越難越愛/ Biển học vô bờ Càng khó càng yêu                                          | Ngô Nhược Hy | Từ Lạc Thương                                                  | Trương Mỹ Hiền                                 |                       |                       | 4                             |
| 6                              | Les Contes d'Hoffmann/ Câu chuyện của Hoffmann (Màn thứ nhất: Les oiseaux dans la charmille) | Chiêm Thiên Văn | Jacques Offenbach                                              | Jacques Offenbach                              |                       |                       | 5                             |
| 7                              | 戀愛預告/ Dự báo yêu đương                                                                   | Ngô Nghiệp Khôn, Vương Hạo Nhi, Diêu Trác Phi | Trần Bách Cường                                                | Trịnh Quốc Giang                               |                       |                       | 6                             |
| 8                              | 原來她不夠愛我/ Hóa ra cô ấy không đủ yêu tôi                                                | Ngô Nghiệp Khôn | Larry Wong                                                     | Lâm Nhược Ninh                                 |                       |                       | 9                             |
| 9                              | 偉大航道/ Con đường vĩ đại                                                                   | C Quân | C Quân                                                         | C Quân                                         |                       |                       | 9                             |
| 10                             | 拼圖/ Xếp hình                                                                               | Học viên "Thanh mộng truyền kỳ mùa 1" | Trương Trì Hào                                                 | Trương Trì Hào, Tiển Tĩnh Phong                |                       |                       | 9                             |